# Катран кермадекський
Катран кермадекський (Squalus raoulensis) — акула з роду Катран родини катранових.

## Опис
Загальна довжина досягає 73-80 см. Голова середнього розміру. Морда коротка. Очі великі, з овально-горизонтальним розрізом. Ширина рота у 2,4-2,7 рази перевищує відстань від кінчика морди до лінії рота. зуби однакові, косі, з нахилом до кутів рота. Носові клапани роздвоєні. У неї 5 зябрових щілин. Тулуб стрункий. Осьовий скелет налічує 112–113 хребців. Грудні плавці відносно широкі. Має 2 спинних плавця, де передній значно більше за задній. Передній є вертикальним з округлим кінчиком. Його висота менше основи плавця. Колючі шипи на обох плавця доволі тонкі. Хвіст вузький. Хвостовий плавець гетероцеркальний, верхня лопать значно розвиненіша за нижню. Анальний плавець відсутній.
Забарвлення сіре або сіро-коричневе. Черево має попелясто-сірий колір. Хвостовий плавець з блідо-світлою облямівкою.

## Спосіб життя
Тримається на глибині 250–500 м. Зустрічається переважно біля дна. Живиться дрібною костистою рибою, крабами, раками, креветками, кальмарами.
Статева зрілість у самців настає при розмірі 65,1 см. Це яйцеживородна акула. Стосовно кількості народжених акуленят та їх розміру немає інформації, оскільки на тепер не було піймано жодної статевозрілої самиці.

## Розповсюдження
Мешкає в акваторії Кермадекських островів (в області Кермадекського морського заповідника). Звідси походить назва цієї акули.